# Joseph Jérôme Siméon

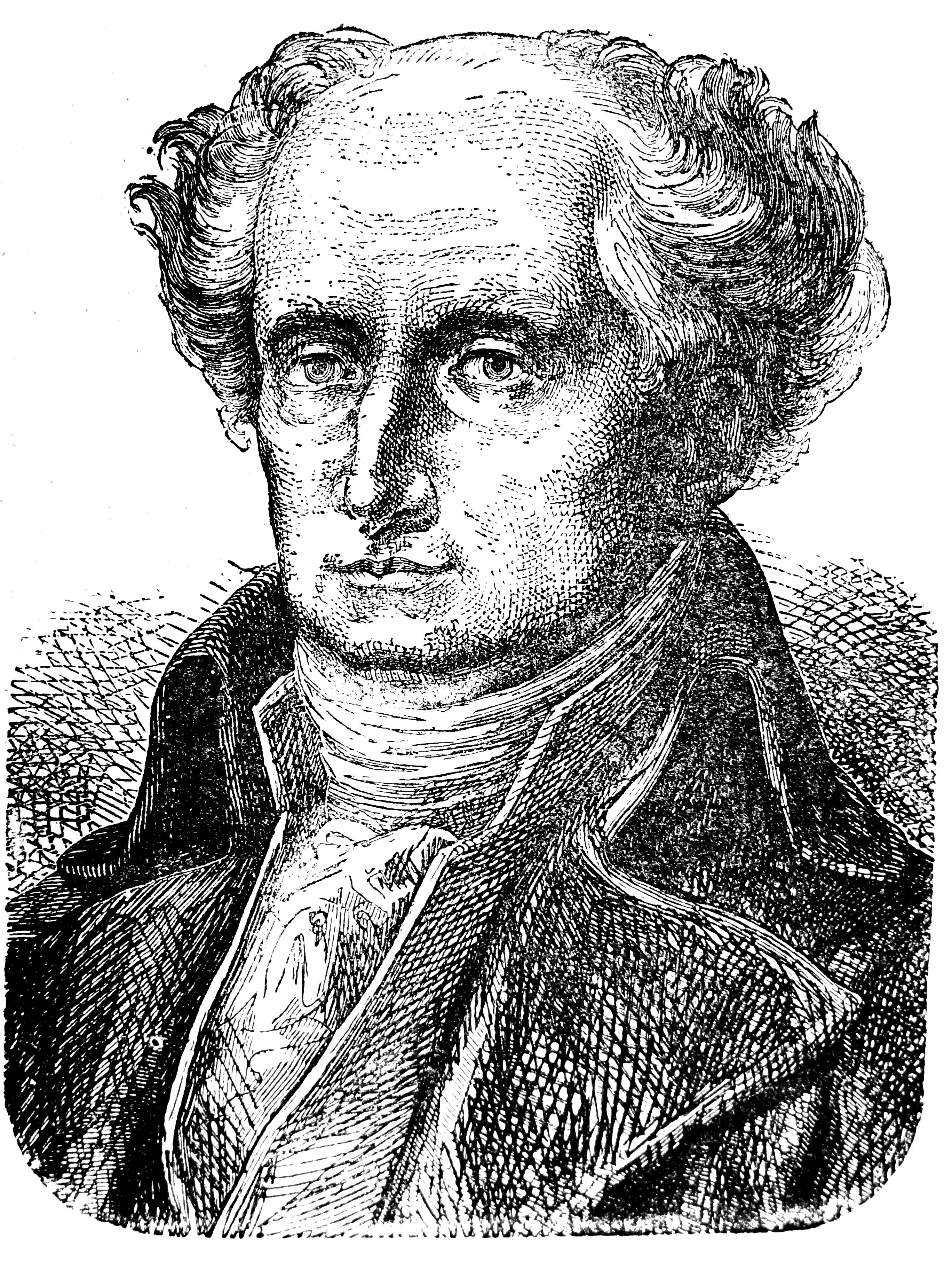
Porträt aus dem Album du centennaire von Augustine Challamel (1889). Weitere graph. Porträts bekannt

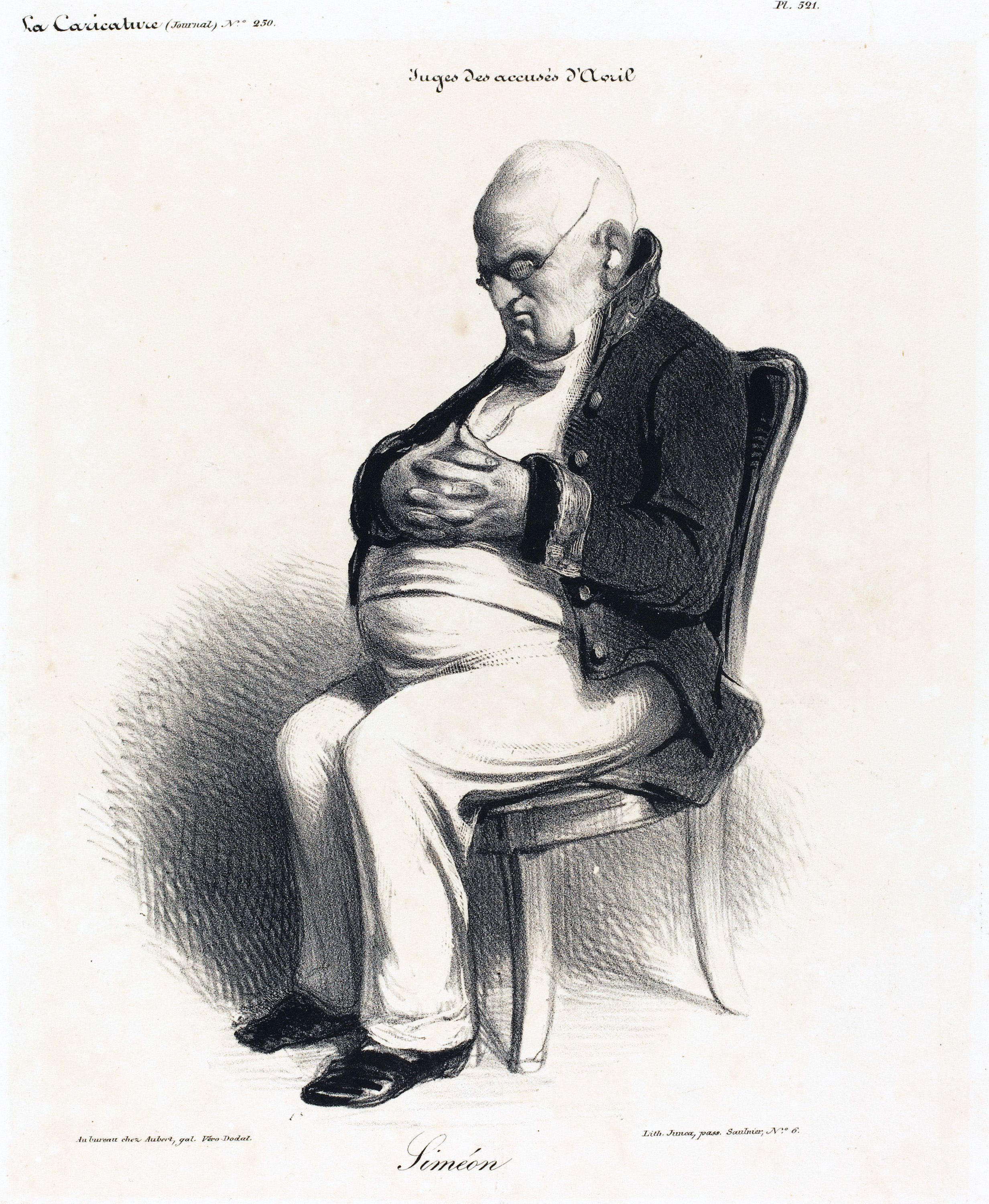
Karikatur von Honoré Daumier, 1835.

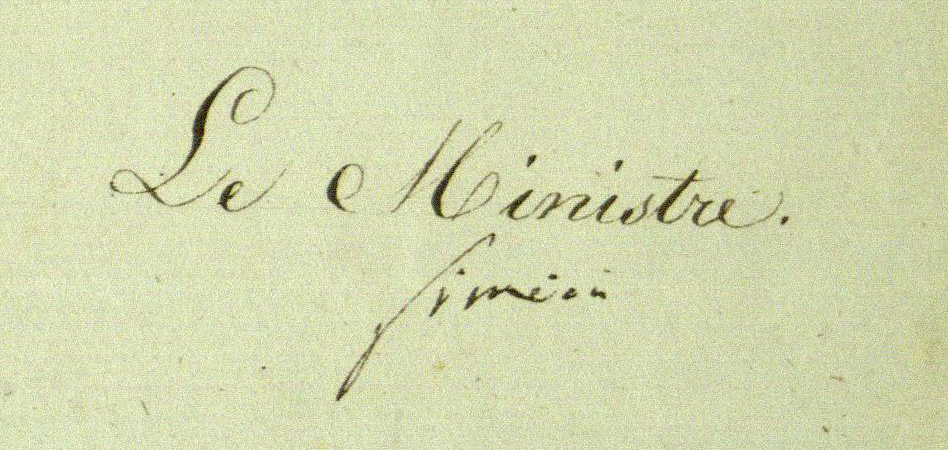
Unterschrift Joseph Jérôme Siméons als Justizminister im Königreich Westphalen

Joseph Jérôme, comte Siméon (* 30. September 1749 in Aix-en-Provence; † 19. Januar 1842 in Paris) war ein französischer Jurist und Politiker. Beim Ausbruch der Französischen Revolution befand er sich im Verwaltungsdienst und musste in den Wirren der Revolution zweimal aus Frankreich fliehen. Während der Herrschaft König Jérômes im Königreich Westphalen war er zunächst dessen Zweiter Staatsrat, später Justiz- und Innenminister (bis 31. Dezember 1808 in Personalunion, anschließend nur noch Justizminister). Im Jahr 1810 war er interimsweise für kurze Zeit Kriegsminister. Nach dem Zusammenbruch des Königreichs Westphalen stand er im Dienste der wiederhergestellten bourbonischen Dynastie und erlebte auch die Julirevolution von 1830, mittlerweile in den Grafenstand erhoben und mit dem Großcordon der Ehrenlegion ausgezeichnet, mit.

## Leben

### Vor und während der Französischen Revolution (1749–1799)
Joseph Jérôme Siméon wurde am 30. September 1749 in Aix-en-Provence geboren und war, wie sein Vater Joseph-Sextius Siméon (1717–1788), ab 1778 zunächst Professor für Recht an der dortigen Universität. Im selben Jahr heiratete er Françoise Garcin († 1815), der gemeinsame Sohn Joseph-Balthazard Siméon (1781–1846) war ein Diplomat während der Restaurationsära. 1783 trat er als Beisitzer für die Provence in den Verwaltungsdienst, verlor seine Positionen jedoch während der Revolution, der er eher ablehnend gegenüberstand. Die sozialen Errungenschaften begrüßte er allerdings. 1793 nahm er an den Aufständen in der Provinz teil, die sich an die Ereignisse der Tage vom 31. Mai bis 2. Juni 1793 anschlossen, während denen die Girondisten auf Druck des Pariser Volkes ihre Stellung im Nationalkonvent verloren. Er wurde zum Gesetzlosen erklärt und musste vor der Terrorherrschaft nach Italien fliehen. Erst nach dem Sturz Maximilien de Robespierres am 9. Thermidor II (27. Juli 1794) kehrte er nach Frankreich zurück. Ab 1795 war er konservativer Abgeordneter im Rat der Fünfhundert, der zweiten Kammer des französischen Parlaments, vom 19. August bis zum 21. September 1797 auch dessen Präsident. Eine gescheiterte Verschwörung im Pluviôse an V (Januar/Februar 1797) sah ihn als Justizminister vor. Nach heftigen Protesten gegen den Staatsstreich des 18. Fructidor V (4. September 1797) musste er allerdings erneut aus Frankreich fliehen, um dem Gefängnis zu entgehen. 1799 wurde er schließlich doch verhaftet und bis zur Machtübernahme Napoleons durch den Staatsstreich des 18. Brumaire VIII (9. November 1799) auf der Île d’Oléron interniert.

### Während der Napoleonischen Ära (1799–1813)
Von Napoleon wurde er am 18. April 1800 (Jahr VIII nach dem republikanischen Kalender) als Abgeordneter des Départements Bouches du Rhône zum Mitglied des Tribunats ernannt. Vorher ersetzte er den Oberstaatsanwalt am Kassationshof. Er entwickelte als Mitglied des Corps législatif Bedeutung und Ziele des Code civil mit. 1804 wurde er zum Mitglied des Conseil d’État ernannt.

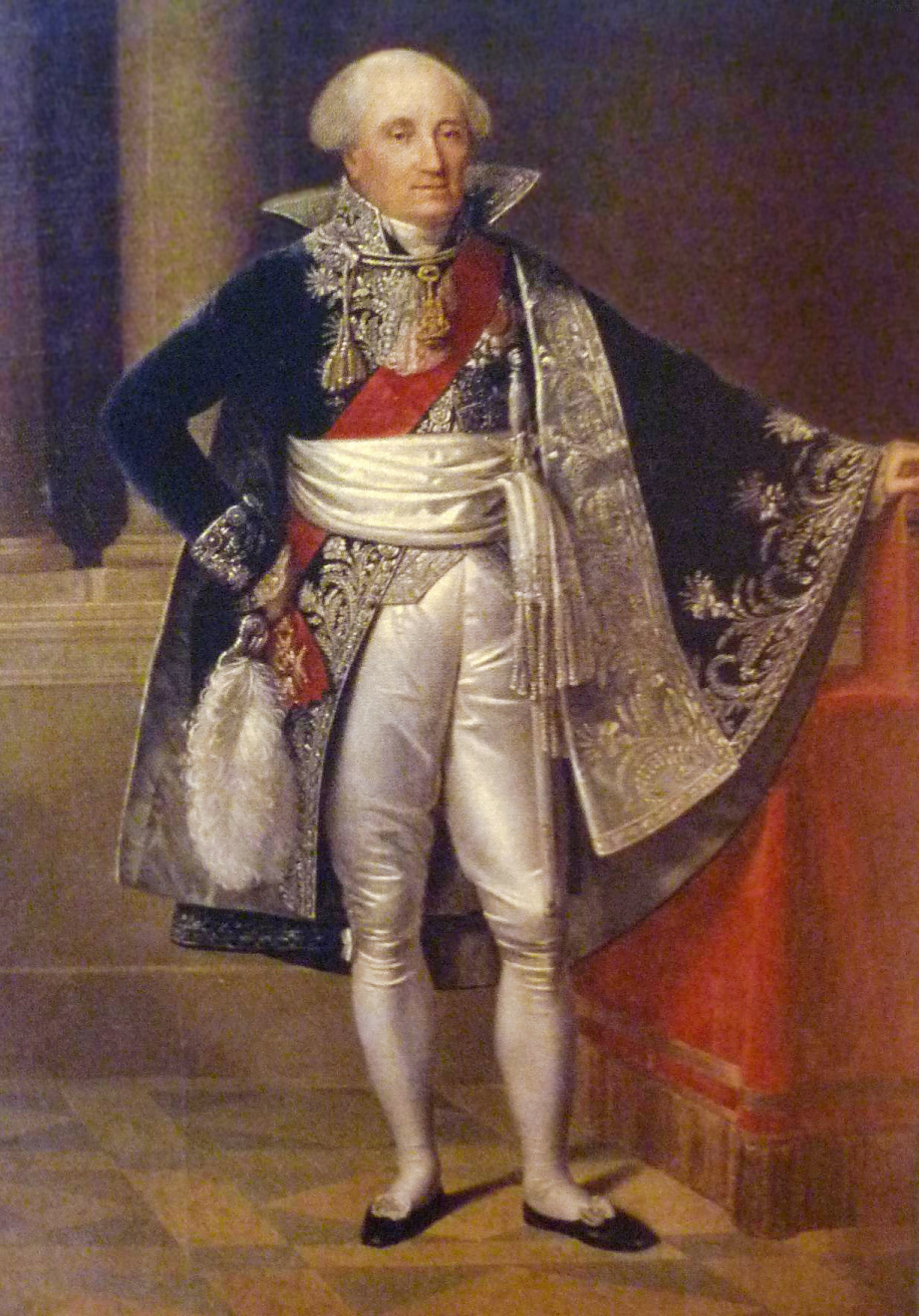
Joseph Jérôme Siméon (1810), Privatsammlung François-Josèphe Kinson

Nach der Entstehung des Königreichs Westphalen durch den Frieden von Tilsit setzte Napoleon im August 1807 zunächst eine dreiköpfige Regierung, bestehend aus Jacques Claude Beugnot, Jean-Baptiste-Moïse Jollivet und Joseph Jérôme Siméon zur Verwaltung des Satellitenstaats ein. Beugnot und Jollivet waren gemeinsam für den Aufbau der Verwaltung und des Finanzministeriums zuständig, während Siméon damit betraut war, das Gerichtswesen zu reorganisieren und die Einführung des Code civil vorzubereiten. Nach der Inkraftsetzung der Verfassung am 15. November 1807 durch ein Dekret Napoleons herrschte in Westphalen zunächst eine rein französische Regierung, innerhalb weniger Monate wurden die meisten Amtsträger jedoch von Deutschen ersetzt, lediglich Siméon blieb im Amt. Bis zur Ankunft König Jérômes am 6. Dezember 1807 regierte der Regierungsrat autonom. Siméon war der einzige Minister des Königreichs Westphalen, der während dessen gesamter Existenz im Amt blieb.
Der Code civil wurde am 1. Januar 1808 als bürgerliches Gesetzbuch eingeführt (parallel dazu der Code de procédure als ziviles Prozessrecht). Siméon verwaltete als Minister ein komplett neu verfasstes Justizwesen. An der Spitze des Gerichtswesens standen 1808 als oberste Instanzen zunächst ein mit 26 Richtern besetzter Appellationshof in Kassel und der Staatsrat. Unter diesen wurde in jedem der zunächst acht Départements ein Kriminalgericht eingerichtet, in den Distrikten je ein Zivilgericht (Gericht erster Instanz) eingerichtet; in den Kantonen wurden Friedensrichter eingesetzt, die für die einzelnen Munizipalitäten auf der unteren Justizebene auch die Polizeigerichte darstellten. Zum 29. Februar 1808 wurden die Geschäfte aller ehemaligen Gerichtshöfe und der Patrimonialgerichtsbarkeit beendet. Am 8. August nahm in Braunschweig ein Appellationsgericht für Handelssachen die Arbeit auf. 1810 wurde der Appellationshof Celle nach der Einverleibung des Kurfürstentums Braunschweig-Lüneburg und dem damit verbundenen Anwachsen des Königreichs auf elf Départements als gleichberechtigte Instanz zum Appellationshof in Kassel geschaffen. Zudem entstanden ein eigenes Kassationsgericht und eine Petitionskommission.
Die wichtigsten Leistungen, die die Justiz in Westphalen erbrachte, waren die Abschaffung der Leibeigenschaft und die Reduzierung der Privilegien des Adels sowie die Gleichheit aller Untertanen vor dem Gesetz, was auch die bedingungslose Gleichstellung der Juden beinhaltete. Die entschädigungslose Abschaffung aller aus dem Feudalismus überkommenen Abgaben und Dienste gelang in Westfalen nicht, da adlige Großgrundbesitzer in zentralen Verwaltungsämtern erfolgreich Widerstand leisteten. So blieben alle auf dem Besitz lastenden Verpflichtungen der ehemaligen Hörigen bestehen, teilweise existierten für die Abgabenvielfalt auch zu ungenaue Regelungen. Auch eine Opposition im Staatsrat machte es denjenigen Ministern schwer, die sich besonders für die Ökonomisierung des Bodens einsetzten. Siméon, der zu diesen Ministern gehörte, vertrat insbesondere mit der Abschaffung der Hand- und Spanndienste zeitweise eine Radikalforderung und konnte sich im Staatsrat „gegen die geschlossene Front der westfälischen Adelsopposition“ erwartungsgemäß nicht durchsetzen. Nicht zuletzt deshalb war er am Hof in Kassel relativ isoliert. Hierzu trug auch entscheidend bei, dass er während seiner gesamten Tätigkeit im Königreich Westphalen nicht die deutsche Sprache erlernte. Er verschwand sogar zeitweise von der Liste der conseillers d’Etat. Trotz dieses Titelverlusts blieb er einer der einflussreichsten Politiker des Königreichs und wurde am 14. November 1810 für seine Verdienste in den Rang eines Großkommandeurs des Ordens der Westphälischen Krone erhoben, eine Ehre, die nur vier weiteren Personen zuteilwurde. Zudem war er Großmeister der Großen Landesloge der Freimaurer in Kassel. Schon 1810 galt er als einer der wenigen Minister, die dazu in der Lage waren, die Staatsgeschicke effektiv zu lenken. Nach der Abreise König Jérômes nach Russland 1812 und der Übertragung der Herrschaft auf Königin Katharina konnte Siméon seine Position noch einmal ausbauen. Er übernahm den Vorsitz im Ministerrat, der Katharina beratend zur Seite stand und bekleidete in der Praxis auch die Position des Staatssekretärs für die auswärtigen Angelegenheiten, da der Amtsinhaber den König auf dem Russlandfeldzug begleitete.

### Nach dem Ende des Königreichs Westphalen (1813–1842)
Am 12. Oktober 1813 übernahm Gustav Anton von Wolffradt von Siméon für die letzten Wochen das Justizministerium in Westphalen, da dieser vor den anrückenden Kosaken nach Frankreich geflohen war. Trotz einer heftigen antibourbonischen Rede im Zuge der Erhebung Napoleons zum Kaiser trat er nach dem Ende des Empires in den Dienst der Restauration ein. Im Zuge der Ersten Restauration wurde er Präfekt des Départements Nord, während der napoleonischen Herrschaft der Hundert Tage 1815 wurde er ins Repräsentantenhaus gewählt. Nach der endgültigen Niederlage Napoleons erhielt er in der Zweiten Restauration (1815–1830) einen Platz in der Chambre introuvable, der zweiten Kammer des Parlaments. Bereits 1815 wurde er auch wieder Mitglied des Conseil d’Etat.
1818 wurde er zum Comte ernannt und im Januar 1820 Unterstaatssekretär im Justizministerium. Vom 21. Februar bis 14. Dezember 1821 war er im Kabinett Armand du Plessis Innenminister, ebenso stand er der Kommission des Schulungswesens vor. Im gleichen Jahr wurde ihm das Großcordon der Ehrenlegion verliehen und er wurde im Oktober zum Pair von Frankreich sowie nach dem Ende der Regierung du Plessis zum Ministre d’Etat ernannt, was damals ein rein ehrenhalber verliehener Titel war. Am 30. August 1824 heiratete er Amélie Cornuau (1776–1840), nachdem seine erste Frau bereits 1815 verstorben war.
1830 schloss er sich im Zuge der Julirevolution der Monarchie unter Louis-Philippe I. an. Nach der Wiederherstellung der Akademie der Moralischen und Politischen Wissenschaften 1832 war er eines der ersten Mitglieder der Akademie. Seine letzte öffentliche Position bekleidete er als Erster Präsident des französischen Rechnungshofs zwischen Mai 1837 und März 1839. Siméon starb am 19. Januar 1842 im Alter von 92 Jahren in Paris.

## Rezeption
Die Wertschätzung, die Joseph Jérôme Siméon in Frankreich zu Lebzeiten erfuhr, lässt sich besonders daran erkennen, dass er unter acht verschiedenen Administrationen ein Amt innehatte. Auch in der deutschen Historiographie des 19. und 20. Jahrhunderts ist er ausgesprochen positiv bewertet.
Georg Winter führt aus, dass er „einer der wenigen französischen Beamten aus der Zeit jener Fremdherrschaft [war], welche sich allgemeiner Achtung erfreuten, und gegen die sich selbst in den schärfsten Flugschriften gegen die Mißwirthschaft im Königreich Westfalen so gut wie keine gehässigen Angriffe richteten“. Friedrich Karl von Strombeck stellte schon 1833 fest, dass das Königreich Westphalen insbesondere Joseph Jérôme Siméon eine Justizordnung verdankt, „die noch jetzt als meisterhaft erscheinet“. Besonders überschwänglich fiel das Lob in Arthur Kleinschmidts Geschichte des Königreichs Westfalen von 1893 aus. Für ihn war „der liberale Mann mit dem weiten Horizonte unstreitig die Hauptsäule des jungen Thrones; […] sein Ideengang war präcis, klar, korrekt, sein Charakter entschlossen und fleckenfrei, von allen Ministern war er der höchst geachtete“.
In der moderneren Geschichtsschreibung sind insbesondere seine Verdienste um die Reform der für die damaligen Verhältnisse in Deutschland revolutionären Justizverfassung in den Mittelpunkt gestellt. Besondere Beachtung fand die Einführung des hierarchisch gegliederten französischen Gerichtswesens, das keinen Platz für konkurrierende Gewalten ließ und so auch die Macht der Kirche stark eingrenzte. Er gilt daher zu Recht als der Minister, von dem im Königreich Westphalen die stärksten Reformimpulse ausgingen, oder, in den Worten Jean Tulards, als „homme fort du royaume“. Trotzdem war Siméon keineswegs in der Lage, alle seine Reformvorhaben umzusetzen; insbesondere der vergebliche Kampf um die Abschaffung der Feudalherrschaft zeigt, dass es auch andere mächtige Einflüsse am Hof in Kassel gab. Relativ isoliert steht dabei die Interpretation Klaus Robs, der beklagt, dass Justus Christoph Leist beim Versuch der Einführung einer neuen Agrarverfassung von Siméon, „der sich der teils heimlichen, teils offenen Obstruktion in keiner Weise gewachsen zeigt[e] und – wohl schwerlich ein fester Charakter – Konfrontationen durch Nachgeben abzubauen pflegt[e]“, nicht unterstützt wurde. Dem entgegen steht die Feststellung Tulards, dass Siméon die Nutzung eines nicht adaptierten Code civil als Gesetzbuch auch gegen erhebliche Widerstände aus dem Adel durchsetzte.

## Ehrungen und Titel
- Ritter des Ersten Kaiserreichs (10. September 1808)
- Großkommandeur des Ordens der westphälischen Krone (14. November 1810)
- Baron des Ersten Kaiserreichs (1813)
- Erster comte Siméon (3. Juli 1818)
- Pair von Frankreich (Oktober 1821, damit einhergehend Verleihung des Majorats für den Titel Baron-Pair)
- Großcordon der Ehrenlegion (1821)

## Veröffentlichungen
- Motion d’ordre par Siméon, sur les délits de la presse; séance du 30 thermidor an V, Paris 1797.
- Nouveau projet de résolution sur les délits de la presse: en conséquence de l’arrêté du 22 pluviôse présenté par Siméon, Paris 1797
- Opinion de Siméon, sur la répression des délits de la presse, Paris 1797.
- Rapport fait au nom d’une commission spéciale par Siméon; sur le projet de loi relatif au Concordat, à ses articles organiques, et à ceux des cultes protestans; séance du 17 germinal an 10, Paris 1802.
- Discourse prononcé par Siméon, sur la motion d’ordre relative au gouvernement héréditaire; séance extraordinaire du 10 floréal an 12, Paris 1804.